# Autobusová zastávka

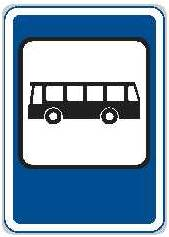
Česká dopravní značka IJ 4c označující zadní část zastávky autobusu. V některých zemích se podobná značka používá jako označník zastávky

Autobusová zastávka je označené místo určené k zastavování autobusů a k nastupování nebo vystupování cestujících. Obdobné stavební řešení jako autobusová zastávka mívá i trolejbusová zastávka. V mnoha zemích je ostatně trolejbus považován za speciální typ autobusu. Trolejbusová zastávka velmi často bývá sdružena s autobusovou zastávkou a na některé trolejbusové linky bývají občasně či pravidelně nasazovány i autobusy. Autobusová zastávka může být rovněž společná s tramvajovou zastávkou, zastávce určené pro více druhů dopravy technická norma říká sdružená zastávka.
Autobusová nebo trolejbusová zastávka se zpravidla zřizuje pro každý směr zvlášť, tj. jednomu názvu zastávky typicky přísluší dvojice zastávek, v místech dopravních uzlů nebo souběhu více druhů dopravy někdy i více zastávek, avšak existují i zastávky, které nemají protějšek v opačném směru, nebo společné pro více směrů (například zajíždějí-li vozidla do zastávky v samostatném prostoru (obratišti, terminálu) mimo osu průběžné komunikace. V případě autobusových nádraží, autobusových stanovišť nebo jiných terminálů hromadné dopravy obvykle mívá celý terminál společné vybavení a zázemí, avšak zastávkami jsou jednotlivá stání, která by měla být označena označníkem zastávky.
V některých městech se jako tzv. manipulační zastávky tradičně označují označníkem zastávky i místa vyhrazená pro krátkodobé odstavování a manipulační vyčkávání vozidel například v obratišti, ve výstupní zastávce nebo před nástupní zastávkou. Takzvaná manipulační zastávka však nespadá do obvyklé a standardizované definice zastávky a není zastávkou v pravém smyslu slova: přesnější je nazývat ji například manipulační stání. Označování takových míst českou dopravní značkou č. IJ4 může kolidovat s jejím významem.

## Názvy zastávek
Názvy autobusových zastávek v Česku se skládají ze tří částí. První část je tvořena názvem obce, druhá názvem části obce a třetí část slouží k přesné identifikaci místa. Příkladem může být název zastávky Pyšel, Vaneč, u mostu, kde Pyšel je názvem obce, Vaneč názvem příslušné části této obce a spojení „u mostu“ poskytuje informaci o přesném umístění zastávky. Třetí část se píše s malým počátečním písmenem, neobsahuje-li vlastní jméno jako je tomu např. v případě zastávky Jihlava, Horní Kosov, Za Prachárnou, jelikož Za Prachárnou je název ulice. 
V případě, že se v dané části obce nachází pouze jediná zastávka, nemusí být třetí část názvu přítomna. Jako příklad lze uvést zastávku Chlístovice, Vernýřov. Absence třetí části názvu však nemusí nutně znamenat, že se v dané obci či její části nachází pouze jediná zastávka – např. ve zmiňované Vanči se nachází ještě zastávka, která se jmenuje již jen Pyšel, Vaneč. 
Existují však i případy, kdy je vypuštěna druhá část názvu. Může jít o zastávky, které se nachází v části obce, jejíž název je totožný s názvem celé obce – týká se to např. zastávky Budišov, škola, která se nachází v městyse Budišov, konkrétně v jeho části Budišov. Jindy je název části obce vypuštěn, jelikož by byl nadbytečný pro pochopení, o jakou zastávku jde. Příkladem může být zastávka Praha, ÚAN Florenc – podoba „Praha, Nové Město, ÚAN Florenc“ by neměla v praxi smysl. V administrativním styku a v jízdních řádech se tyto názvy objevují v podobě „Budišov,,škola“, „Praha,,ÚAN Florenc“ apod., toto řešení však neodpovídá jazykovým pravidlům.
Posledním typem jsou názvy zastávek tvořené pouze názvem obce, uplatňují se tam, kde je v dané obci či její části pouze jediná zastávka (příp. ostatní zastávky disponují určující třetí částí názvu) a kde je zároveň název části obce totožný s názvem obce či nadbytečný. Jde například o zastávky Koněšín či Vladislav ve stejnojmenných obcích v okrese Třebíč.
V názvy zastávek autobusů městské hromadné dopravy je ze zákona možné jméno obce neuvádět. Například v případě pražských zastávek Praha, dejvická či Praha, I. P. Pavlova je možné např. v jízdních řádech, na označnících či v hlášení používat pouze poslední část jejich názvů, tj. Dejvická či I. P. Pavlova. Obdobný způsob se uplatňuje i u zastávek s třemi složkami (např. Sokolí, osada chat namísto Třebíč, Sokolí, osada chat). V případě, že městská autobusová doprava určité obce obsluhuje i zastávky mimo její území, název obce je třeba vždy ponechat – např. zastávka Kožichovice, Jitona je obsluhována linkami MAD Třebíč, označení „Jitona“ však použít nelze.
Obdobně jako autobusové zastávky se pojmenovávají také zastávky a stanice městských drah. Dráhy trolejbusové a tramvajové mnohdy sdílí některé své zastávky s městskou autobusovou dopravou. Dráhy speciální a lanové nezastavují v zastávkách, ale ve stanicích (tudíž nemohou sdílet zastávky s autobusy jako tramvaje a trolejbusy), ty však mohou nést stejné jméno jako zastávky MAD a drah tramvajových a trolejbusových – např. stanice metra Praha, Roztyly či Praha, hradčanská, které se nacházejí poblíž zastávek Praha, Roztyly a Praha, hradčanská. Železniční zastávky a stanice mohou být pojmenovány rovněž velmi podobně, avšak pro odlišnou interpunkci nemohou být shodné s názvy zastávek autobusů (mimo názvy tvořené pouze názvem obce, např. žel. st. Studenec a autobusová zastávka Studenec) – např. žel. st. Praha hlavní nádraží a autobusová a tramvajová zastávka Praha, hlavní nádraží. Časté je, že název autobusové zastávky upozorňuje na skutečnost, že se zastávka nachází poblíž železniční zastávky nebo stanice, např. zastávky Třebíč, železniční stanice nebo Praha, nádraží Podbaba.
Nejdelším názvem autobusové zastávky v Česku je název zastávky Znojmo, ulice Milady Horákové-autobusové a vlakové nádraží.

## Součásti a vybavení zastávky

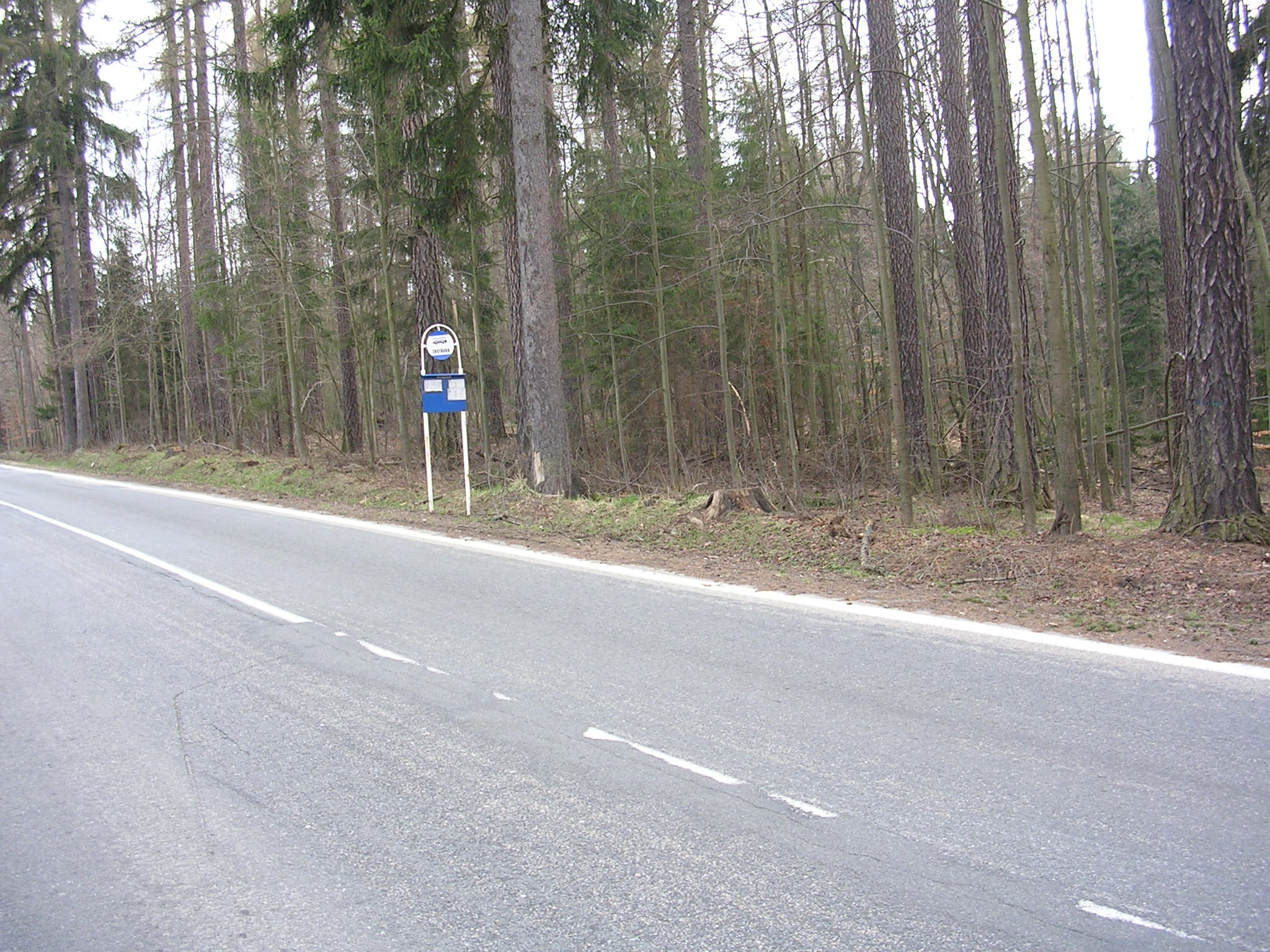
Horní Pěna, Hejlíček. Jihočeská autobusová zastávka s minimálním vybavením, bez nástupiště i přístřešku

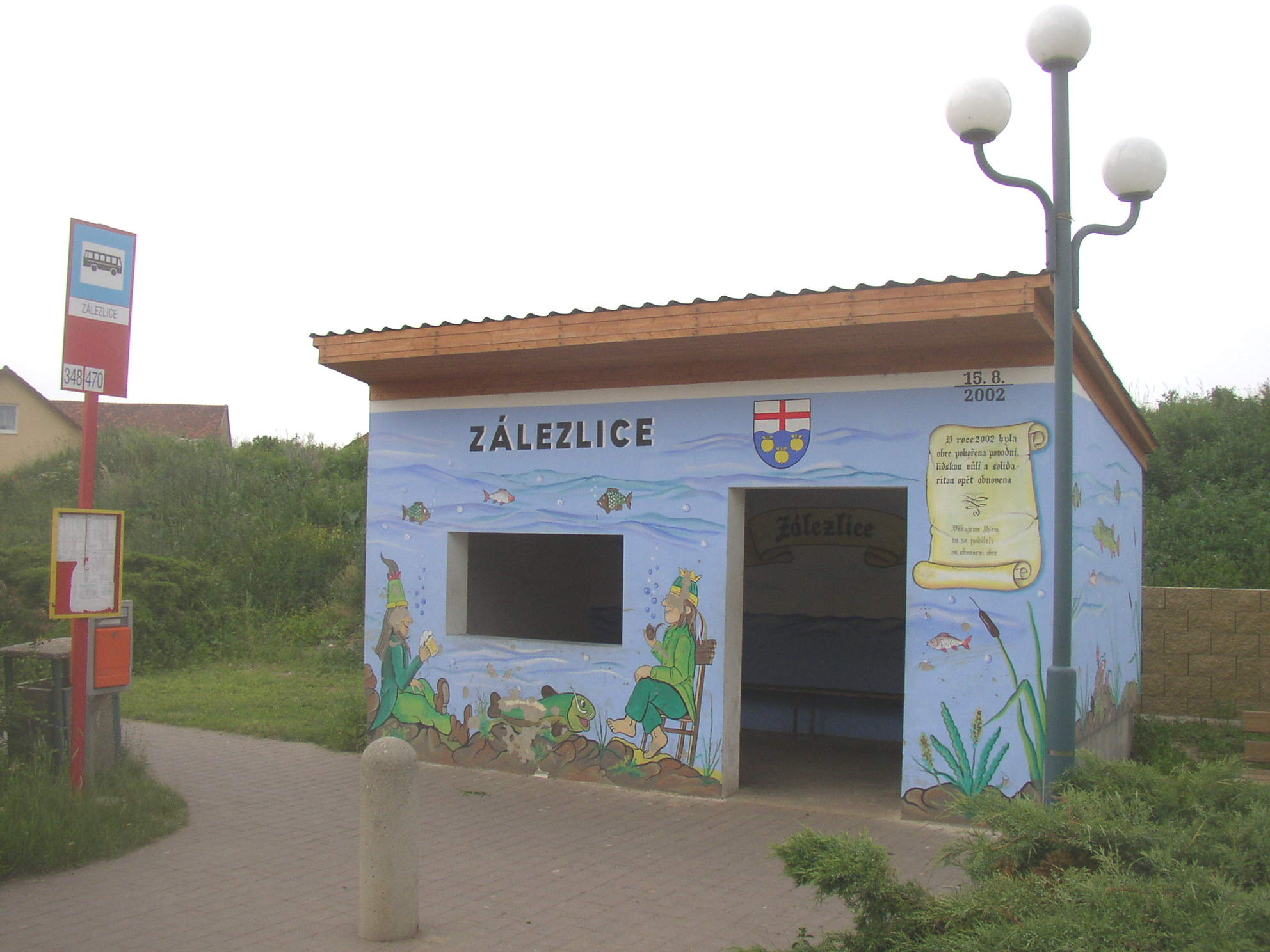
Zastávkový označník a přístřešek v Zálezlicích, připomínající povodeň v roce 2002

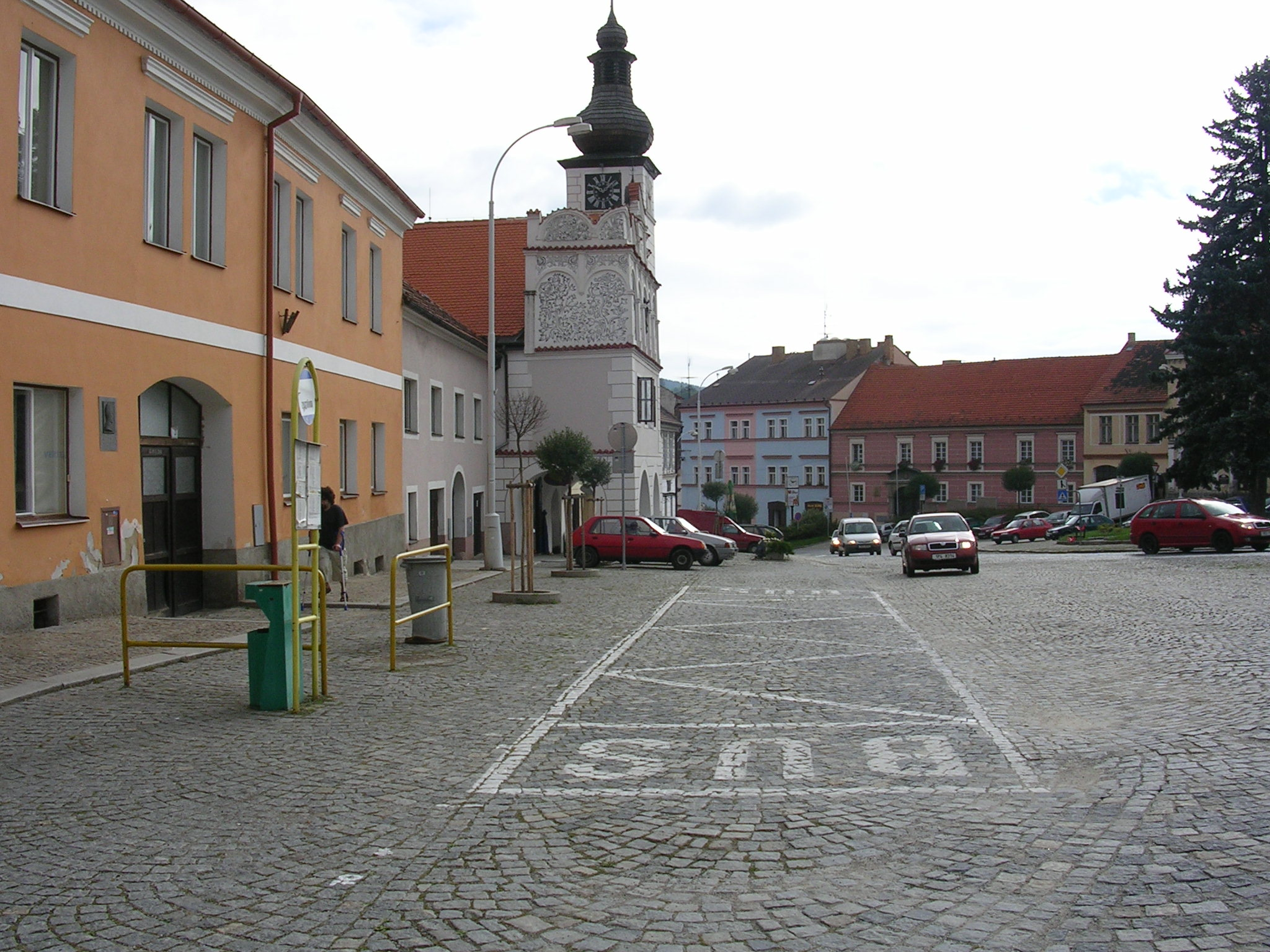
Zastávka na náměstí Svobody ve Volyni, mimo průběžný jízdní pruh

Autobusová nebo trolejbusová zastávka je tvořena jednak místem pro zastavování vozidel (vozovka zastávky) a standardně též místy pro pobyt a pohyb cestujících (nástupiště, případně též další čekací plochy).
K vybavení zastávky patří zejména označník zastávky, vyznačení názvu zastávky (má být pod značkou na označníku, ale tradičně bývá i na přístřešku) a informace o provozu (zejména jízdní řád, případně též vyznačení linek a směrů, tarifní informace, informace o dopravním systému a přepravních podmínkách nebo další informační prvky), které jsou zpravidla umístěny na označníku zastávky nebo na zastávkovém přístřešku.
Značka, která je hlavní významovou částí označníku zastávky, je v České republice v kulaté i čtvercové verzi standardizovaná a od roku 2001 má status dopravní značky, přesto je její podoba v praxi značně rozmanitá a na mnoha místech se dosud používají a jsou úřady tolerovány i nejrůznější označení neodpovídající technickým normám a právním předpisům. Pro vyznačení autobusové nebo trolejbusové zastávky mohou být souběžně použity též další dopravní značky: svislá dopravní značka určená k umístění u zadní části zastávky a vodorovná dopravní značka vyznačující zastávku, která může být použita v kombinaci s dalšími vodorovnými značkami vyznačujícími zastávkový pruh.
Zastávka může být vybavena čekárnou či přístřeškem. Osvětlení autobusové nebo trolejbusové zastávky je zpravidla součástí veřejného osvětlení pozemní komunikace, někdy však mívá vlastní osvětlení označník zastávky (prosvětlovaná značka, osvětlení jízdních řádů atd.) nebo zastávkový přístřešek. Častým doplňkem zastávky zejména ve městech jsou i lavičky, odpadkové koše, prodejní automaty na jízdenky atd. Díky provoznímu a společenskému významu zastávek se zde často objevují i poštovní schránky, drobné prodejny (zejména tisku, tabákových výrobků či občerstvení), veřejné nástěnky atd.
Ochranné zábradlí může být zřízeno zejména mezi chodníkem a vozovkou v úseku od čela zastávky k přechodu pro chodce, má-li zabraňovat přecházení v blízkosti čela stojícího vozidla. V autobusových terminálech někdy bývalo v jednotlivých stáních zřizováno zábradlí po délce nástupní hrany s přerušením v místech dveří, avšak kvůli diverzifikaci typů vozidel a bočním zavazadlovým prostorům tato úprava dnešnímu provozu většinou nevyhovuje. Zábradlí může také chránit vnější stranu nástupiště, zejména je-li ostrovního typu, nebo oddělovat čekací plochu od průběžného chodníku nebo pruhu pro cyklisty.
Plochy zastávky (vozovka i plochy pro cestující) jsou zpravidla součástí pozemní komunikace. Označník zastávky je zpravidla zřizován dopravcem podle zákona č. 111/1994 Sb., ale v některých oblastech nebo terminálech je zřizuje jiný subjekt, například správce komunikace, obec nebo kraj. Zastávkové přístřešky v České republice zřizuje pro městskou dopravu větších měst tradičně městský dopravce, pro regionální dopravu obce, ve větších terminálech vlastník terminálu, od 90. let se ve výstavbě a správě zastávkových přístřešků ve městech angažují též reklamní agentury (například v Praze Dambach a JCDecaux).

## Stavební uspořádání

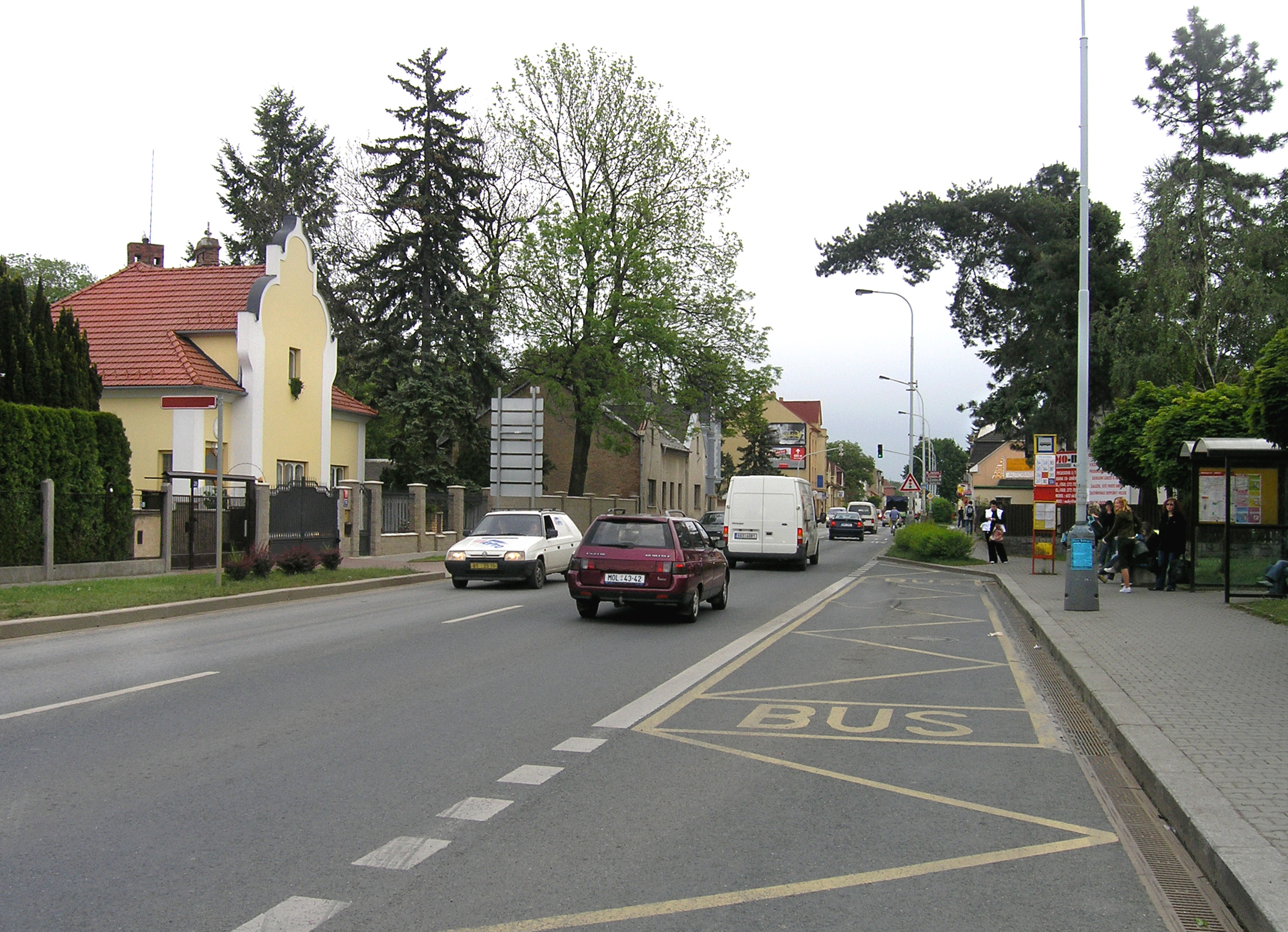
Zálivová zastávka v Praze-Uhříněvsi

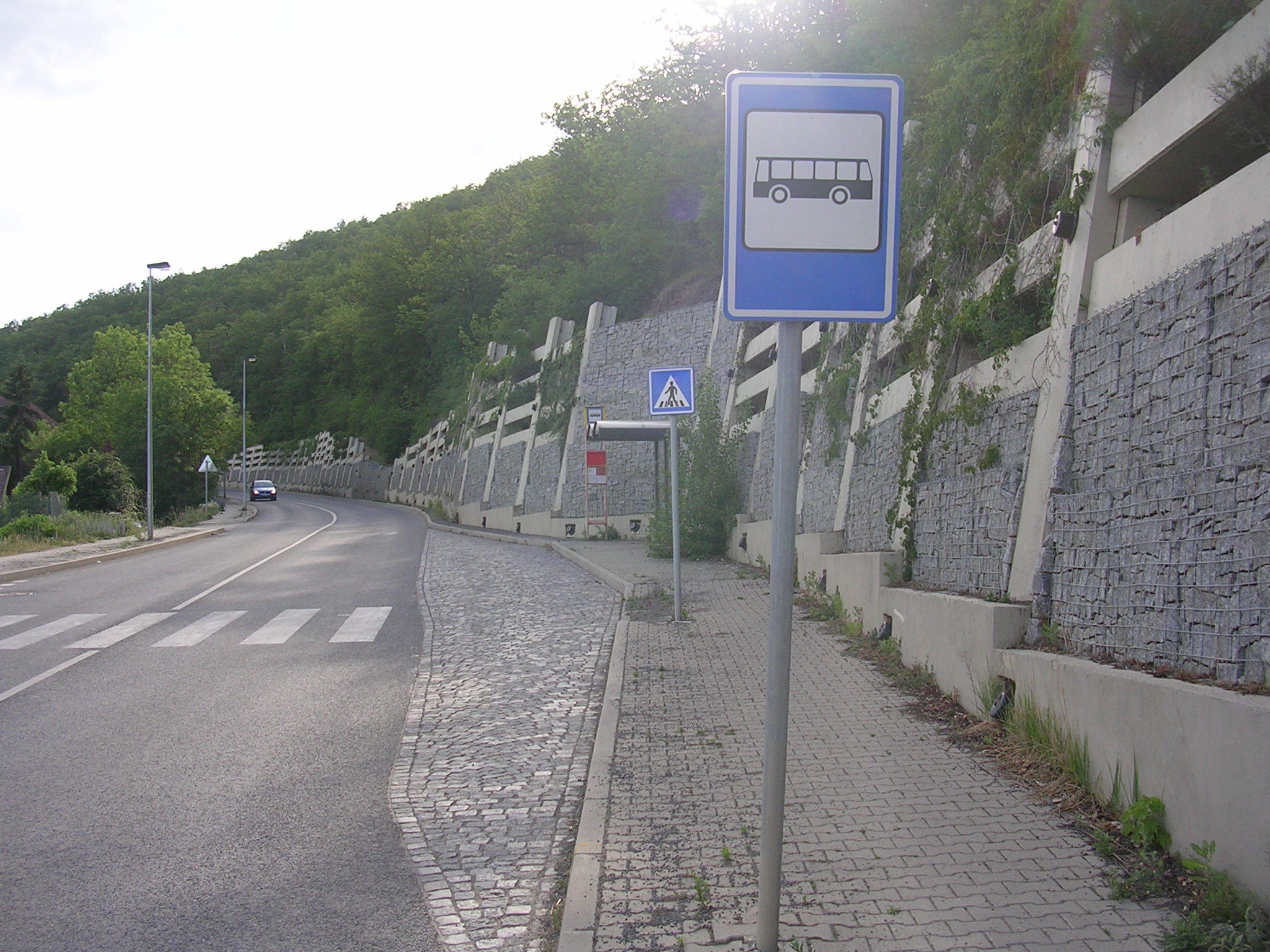
Zálivová zastávka v Praze-Radotíně s přechodem procházejícím přes záliv

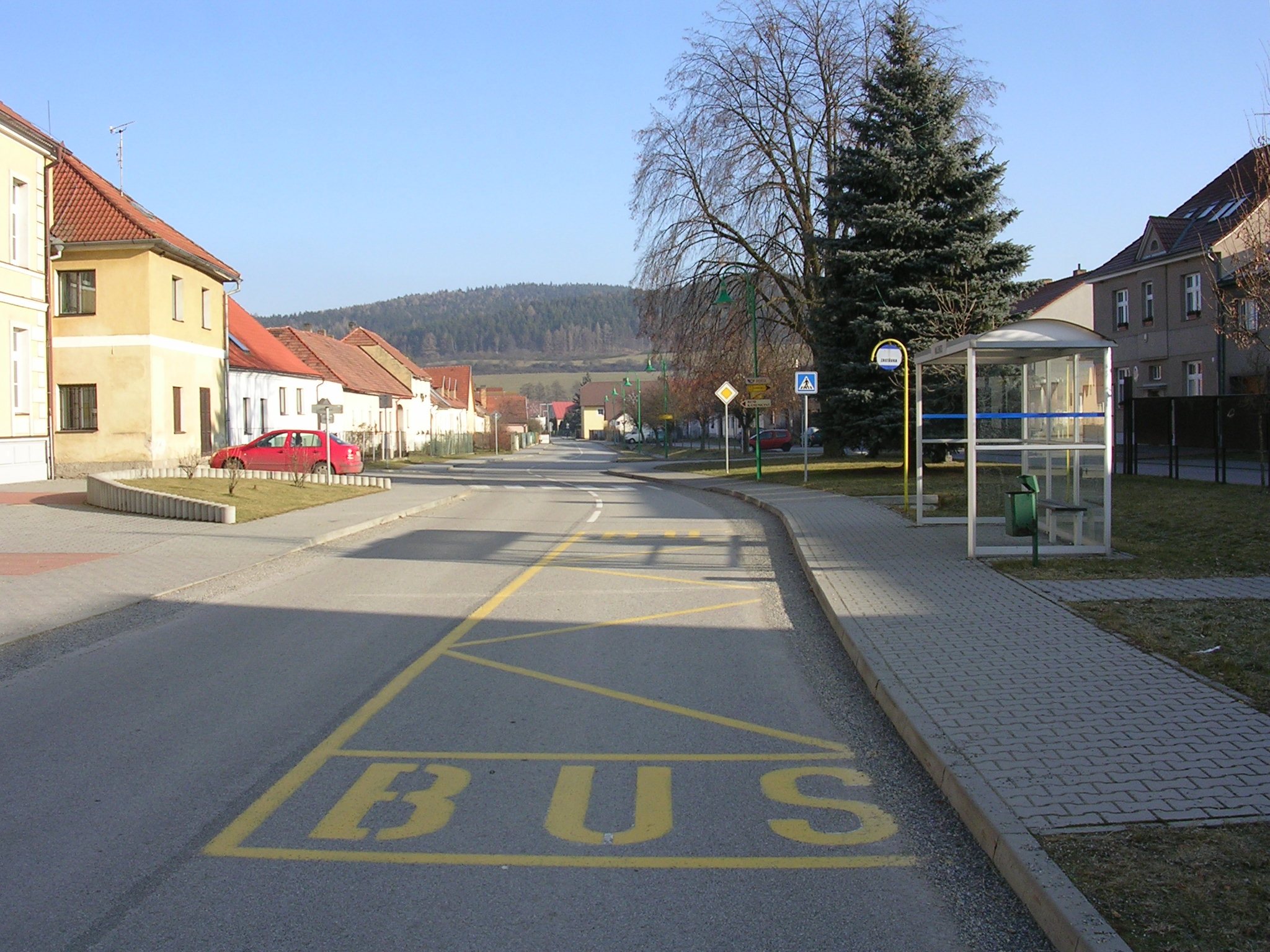
Zastávka v jízdním pruhu, Malenice

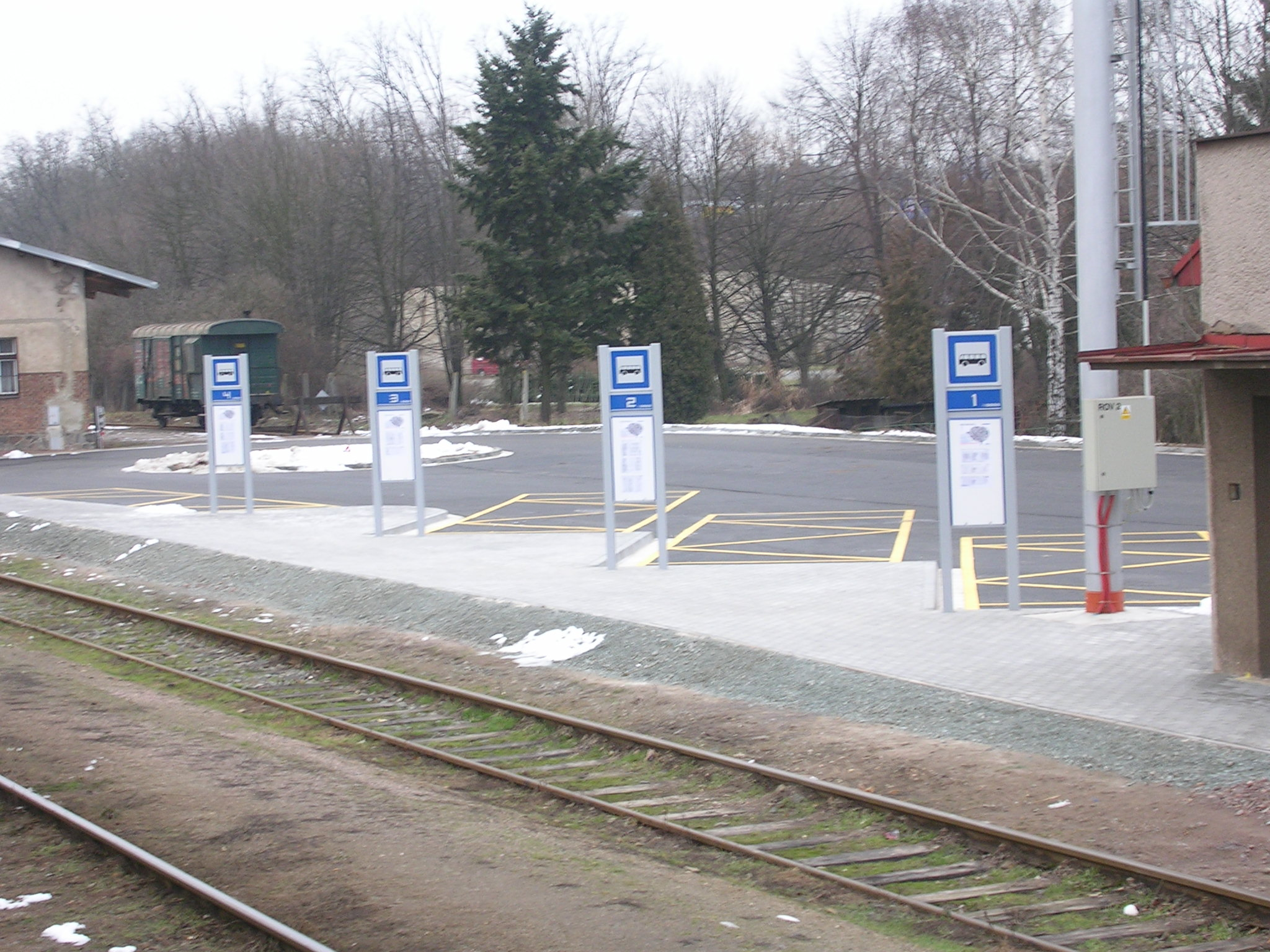
Šikmá stání v Častolovicích u nádraží

Zastávka může být umístěna buď přímo na silnici nebo místní komunikaci, po níž je veden ostatní provoz, nebo na samostatné účelové komunikaci typu autobusového nádraží nebo autobusového obratiště.
Autobusová nebo trolejbusová zastávka na běžné komunikaci může mít některé ze stavebních uspořádání:
- zastávka v průběžném jízdním pruhu: pokud jde o dvoupruhovou komunikaci, jiná vozidla mohou autobus stojící v zastávce objíždět protisměrným jízdním pruhem, pokud jim to nezakazuje dopravní značení. V intravilánu bývají nástupiště i čekací plocha tvořeny průběžným chodníkem a nástupní hrana víceméně neupravenou chodníkovou hranou.
- zastávkový mys (bus bulb) je rozšíření chodníkové plochy k jízdnímu pruhu zpravidla na úkor přerušeného parkovacího pruhu; v Česku se pro řešení autobusových a trolejbusových zastávek zpravidla nepoužívá
- zastávkový záliv: zastávkový záliv je zpravidla tvořen samostatným zastávkovým pruhem v délce nástupní hrany a vyřazovacím a zařazovacím pruhem, které vytvářejí vjezdový a výjezdový klín zastávkového zálivu. V některých případech však může zastávkový pruh přímo navazovat na jízdní pruh (ostatní doprava je svedena do sousedního jízdního pruhu) nebo může na zastávkový pruh přímo navazovat jízdní pruh, například řadicí pruh před křižovatkou. Zastávkový záliv může být tvořen zúžením nebo zakřivením přilehlého chodníku nebo přerušením parkovacího pruhu.
- polozáliv (náznak zálivu) nemá šířku autobusu, ale přesto umožňuje snazší objíždění stojícího autobusu
- fyzicky oddělený zastávkový pruh: toto řešení je preferováno na rychlostních komunikacích a frekventovaných silnicích I. třídy; zastávkový pruh je oddělen dělicím pásem; oddělená část dopravního prostoru může být i vícepruhová, pokud jde o terminál s více zastávkami za sebou (např. u stanice metra Opatov v Praze).
- je-li městská autobusová doprava vedena ve vyhrazeném jízdním pruhu po tramvajovém pásu nebo ve speciálním autobusovém pásu (metrobus, autobusová dráha), může být pro autobusovou zastávkou použito některé z uspořádání typických pro tramvajové zastávky

V jednoduchém autobusovém obratišti typu točny (smyčky) bývá výstupní zastávka ve vjezdové části a nástupní zastávka ve výjezdové části, případně jedna společná zastávka pro výstup i nástup. V autobusových stanovištích (nejsou-li umístěny podél běžné komunikace) a v autobusových nádražích bývá také jedna společná výstupní zastávka u vjezdové části (zpravidla s hranou nástupiště o délce pro několik vozidel za sebou), ale nástupní stání (zastávky) bývají rozložena po obvodu nebo ploše terminálu, například v řadě ostrovních nástupišť.
Výhodou umístění zastávky v zálivu nebo odděleném terminálu je plynulost ostatního silničního provozu po dobu pobytu autobusu nebo trolejbusu v zastávce. Nevýhodou jsou dopravně bezpečnostní rizika spojená s návratem autobusu nebo trolejbusu zpět do průběžného jízdního pruhu. Zatímco dřívější československé a české normy preferovaly zastávky v zálivech a dopravní policie mnohdy odmítala odsouhlasit zřízení zastávky v místě bez zálivu, nová ČSN 73 6425-1 z roku 2007 pod vlivem tendence k preferenci veřejné hromadné dopravy a zklidňování dopravy více preferuje jiná řešení včetně zastávek přímo v průjezdném jízdním pruhu.
Norma se rovněž snaží snižovat rizika spojená s objížděním a přecházením. Kvůli výhodnějším rozhledovým poměrům doporučuje zřizovat přechody pro chodce spíš u konce zastávky (za zádí autobusu) nežli u označníku zastávky (před přídí autobusu). Protisměrné zastávky nemají být zřizovány přímo proti sobě, ale vzájemně posunuté po směru jízdy, tedy tak, aby řidič objížděl autobus v zastávce teprve poté, co již minul zastávku v protisměru.
Normy požadují, aby autobus nebo trolejbus zastavoval dveřmi u zvýšeného nástupiště, tvořeného obrubníkovou hranou chodníku nebo ostrůvku. Přesto se v mnoha zastávkách, zejména ve venkovských oblastech nebo starších autobusových terminálech, nastupuje dosud z úrovně vozovky. Mnohde také délka vyznačení zastávky, parametry vjezdového klínu zálivu nebo provozní poměry ani neumožňují autobusu nebo trolejbusu zajet dveřmi těsně k nástupní hraně. K usnadnění jsou některé zastávky opatřovány tzv. kasselskými obrubníky, které pomáhají vést kola vozidla a zároveň snižují riziko jejich poškození.